# MG 131
La MG 131 (acrónimo de Maschinegewehr 131, («Ametralladora 131» en alemán) era una ametralladora pesada de 13 mm desarrollada en 1938 por Rheinmetall-Borsig y producida desde 1940 hasta 1945. La MG 131 fue diseñada para ser utilizada desde afustes fijos o flexibles, en montajes simples o dobles, por los aviones de combate de la Luftwaffe durante la Segunda Guerra Mundial. Puede considerarse como el equivalente de la Luftwaffe a la ametralladora Browning M2 de los Aliados.

## Diseño
Su diseño deriva directamente de la ametralladora MG 17 y es básicamente una versión agrandada de esta. Al diseñarse la MG 131 se puso especial énfasis en la confiabilidad, ligereza y cadencia de fuego, mientras que todos los otros aspectos quedaron relativamente relegados. Esto recayó particularmente en el cartucho que utilizaba, por lo que no fue tan potente como el de otras ametralladoras pesadas similares.

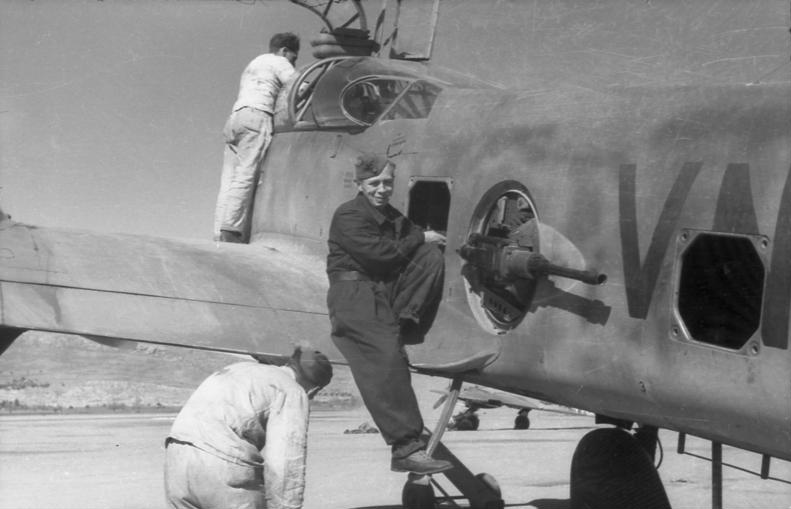
Montaje en el caza pesado alemán Messerschmitt Me 210.

Existían varios tipos de MG 131. Uno de ellos disponía de accionamiento y amartillado manual, por lo que era ideal para afustes defensivos. Otro tipo tenía instalado un mecanismo de accionamiento eléctrico que se empleaba principalmente en los cazas, puesto que podía sincronizarse. Otra versión, aunque de menor uso, eran las MG 131 montadas en torretas motorizadas, ya sea utilizando un artillero o mediante control remoto.
Existió una versión experimental, denominada MG 131EL, que contaba con un sistema de disparo eléctrico con el objeto de obtener una mayor cadencia de fuego al dispararse a través del buje de la hélice de un caza monomotor. Se construyeron unos cuantos prototipos, pero el proyecto fue abandonado porque la mejora no era sustancial con respecto al modelo mecánico.
Las MG 131 fueron instaladas en los Messerschmitt Bf 109, Messerschmitt Me 410 Hornisse, Focke-Wulf Fw 190, Junkers Ju 88, Heinkel He 177 Greif y en muchos otros aviones de combate. Un par de ametralladoras MG 131 fueron utilizadas en las últimas variantes del modelo Bf 109G (que originalmente requería un carenado o Beule a cada lado del fuselaje para acomodar la gran recámara de la nueva ametralladora) y en el Fw 190.

### Armas similares
- Browning M2
- Berezin UB

### Secuencias de designación
- MG 15 · MG 17 ·